# Statue-menhir de la Borie des Paulets
La statue-menhir de la Borie des Paulets est une statue-menhir appartenant au groupe rouergat découverte à Brasc, dans le département de l'Aveyron en France.

## Description
La statue a été découverte en 1948 par M. Bru, près de la ferme de la Borie des Paulets, sur une crête reliant la vallée du Tarn à celle du Rance. Elle constituée d'une dalle en grès sub-litharénite de 1,43 m de hauteur sur  0,63 m de largeur et épaisse de  0,21 m. La face antérieure est bien conservée mais la face postérieure a été très endommagée par les instruments aratoires.
La statue a été gravée et a connu deux états. Dans un premier stade, il s'agissait statue-menhir masculine avec un visage (1 seul œil subsiste), des bras, des mains, des jambes et des pieds, comportant une ceinture à double bande et « l'objet ». Dans un second stade, elle a été féminisée par la gravure de seins, un devant chaque main, d'un collier à quatre rangs, l'effacement de « l'objet » et le rajout d'une troisième jambe, peut-être pour obtenir des jambes disjointes comme cela est fréquent sur les autres statues féminines.
Elle est conservée au Musée Fenaille de Rodez.